# Netelia punctator
Netelia punctator là một loài tò vò trong họ Ichneumonidae.